# Anablysis curvicerca
Anablysis curvicerca är en insektsart som beskrevs av Marius Descamps 1979. Anablysis curvicerca ingår i släktet Anablysis och familjen gräshoppor. Inga underarter finns listade i Catalogue of Life.